# Liste der Monuments historiques in Chazeuil (Côte-d’Or)
Die Liste der Monuments historiques in Chazeuil führt die Monuments historiques in der französischen Gemeinde Chazeuil auf.

## Liste der Immobilien
| Bezeichnung         | Beschreibung               | Standort                  | Kennzeichnung | Schutzstatus | Datum | Bild           |
| ------------------- | -------------------------- | ------------------------- | ------------- | ------------ | ----- | -------------- |
| Château de Chazeuil | Burgruine, 14. Jahrhundert | Rue de la Chaussée (Lage) | PA00112211    | Classé       | 1937  | weitere Bilder |

## Liste der Objekte
| Bezeichnung                     | Beschreibung                                                         | Standort                           | Kennzeichnung | Schutzstatus | Datum | Bild |
| ------------------------------- | -------------------------------------------------------------------- | ---------------------------------- | ------------- | ------------ | ----- | ---- |
| Glocke (1)                      | Bronze, 1529 gegossen                                                | in der Kirche St-Symphorien (Lage) | PM21000593    | Classé       | 1943  |      |
| Glocke (2)                      | Bronze, 1657 gegossen                                                | in der Kirche St-Symphorien (Lage) | PM21000594    | Classé       | 1943  |      |
| Kreuzigungsfenster              | Buntglas, Ende des 15. Jahrhunderts, im 19. Jahrhundert neu montiert | in der Kirche St-Symphorien (Lage) | PM21000595    | Classé       | 1981  |      |
| Gemälde Heiliger Karl Borromäus | Ölfarbe auf Leinwand, vergoldeter Holzrahmen, 17. Jahrhundert        | in der Kirche St-Symphorien (Lage) | PM21000596    | Classé       | 1981  |      |